# ویتن (نیو ساوت ولز)
ویتن (به انگلیسی: Whitton) یک شهرک در استرالیا است که در نیو ساوت ولز واقع شده‌است.